# Château d'Orbessan
Le château d'Orbessan est un château situé dans la commune d'Orbessan, dans le Gers.

## Description
Le château comprend un grand corps de bâtiment principal, auquel sont ajoutés à l'est et à l'ouest deux pavillons carrés.

## Histoire
Le château d'Orbessan est construit du XVIIe siècle au XVIIIe siècle. Le château et son décor intérieur, avec ses  plafonds, cheminées, boiseries et fontaine de la grande salle, sont inscrits au titre des monuments historiques depuis le 21 décembre 1942.

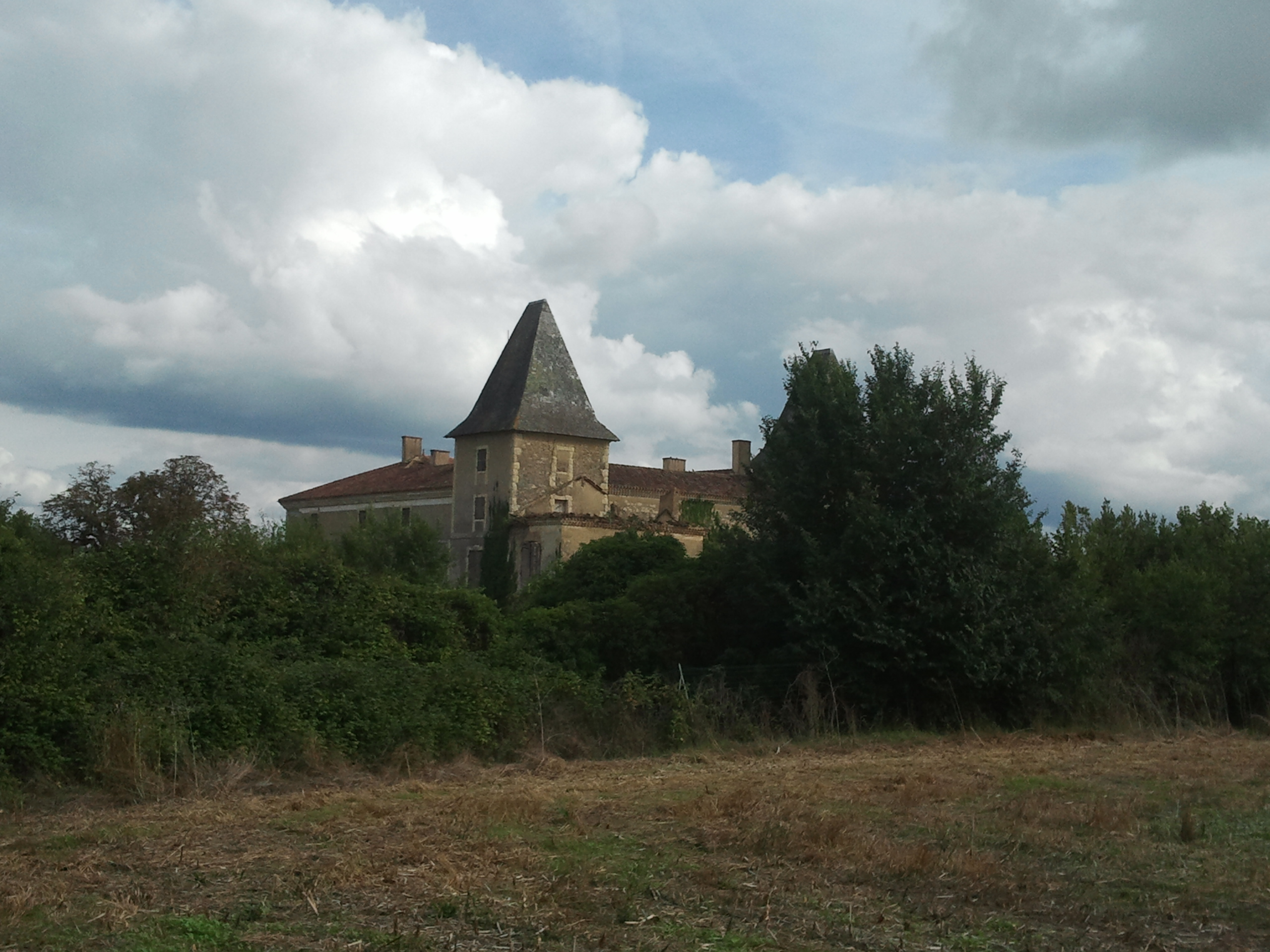
Vue du château.